# Gehlsbach
Gehlsbach es un municipio situado en el distrito de Ludwigslust-Parchim, en el estado federado de Mecklemburgo-Pomerania Occidental (Alemania), a una altitud de 65 metros. Su población a finales de 2016 era de 522 habs. y su densidad poblacional, 16 hab/km².

## Geografía
Se encuentra ubicado junto a la frontera con el estado de Brandeburgo, en el sur del distrito de Ludwigslust, a unos 20 kilómetros al este de Parchim y a corte distancia al noreste de las Montañas Ruhner. En el norte, cerca del distrito de Karbow, se alcanza el punto más alto del municipio a 95 metros sobre el nivel del mar. 